# Зелёное (платформа)
«Зелёное» (бел. Зялёнае) — остановочный пункт электропоездов в Минском районе Минской области Республики Беларусь . Расположен на перегоне «Крыжовка-Беларусь» между станцией Крыжовка и станцией Беларусь.
Остановочный пункт расположен в одноимённом населённом пункте. Недалеко от станции расположены детские оздоровительные лагеря «им. Гастелло», «Энергетик», «Дзержинец», «Сосновый бор» и другие. Так же находятся садоводческие товарищества «Нива-2», «Нива-2002», «Здоровье-67», «Экран», «Солнечная поляна», «Отдых-2000» и другие. В 500 метрах от станции проходит трасса P28, Минск-Молодечно, по которой ходят пригородные автобусы и маршрутки на Минск. От платформы «Зелёное» можно попасть в Руденск, Марьину Горку (Пуховичи), Осиповичи на сквозной электричке, без пересадки в Минске.

## Стоимость
- Стоимость проезда от станции Минск-Пассажирский 0,45 копеек, от станции Молодечно — 0,94 копейки.
- Стоимость проезда в поездах городских линий составляет 0,90 копеек в случае приобретения билета в кассе (при приобретении в поезде у разъездного кассира дополнительно взимается комиссионный сбор) независимо от станции назначения на участке Минск-Беларусь.

## В пути
Время в пути со всеми остановками около 35 минут.